# 夏尔·加尼耶

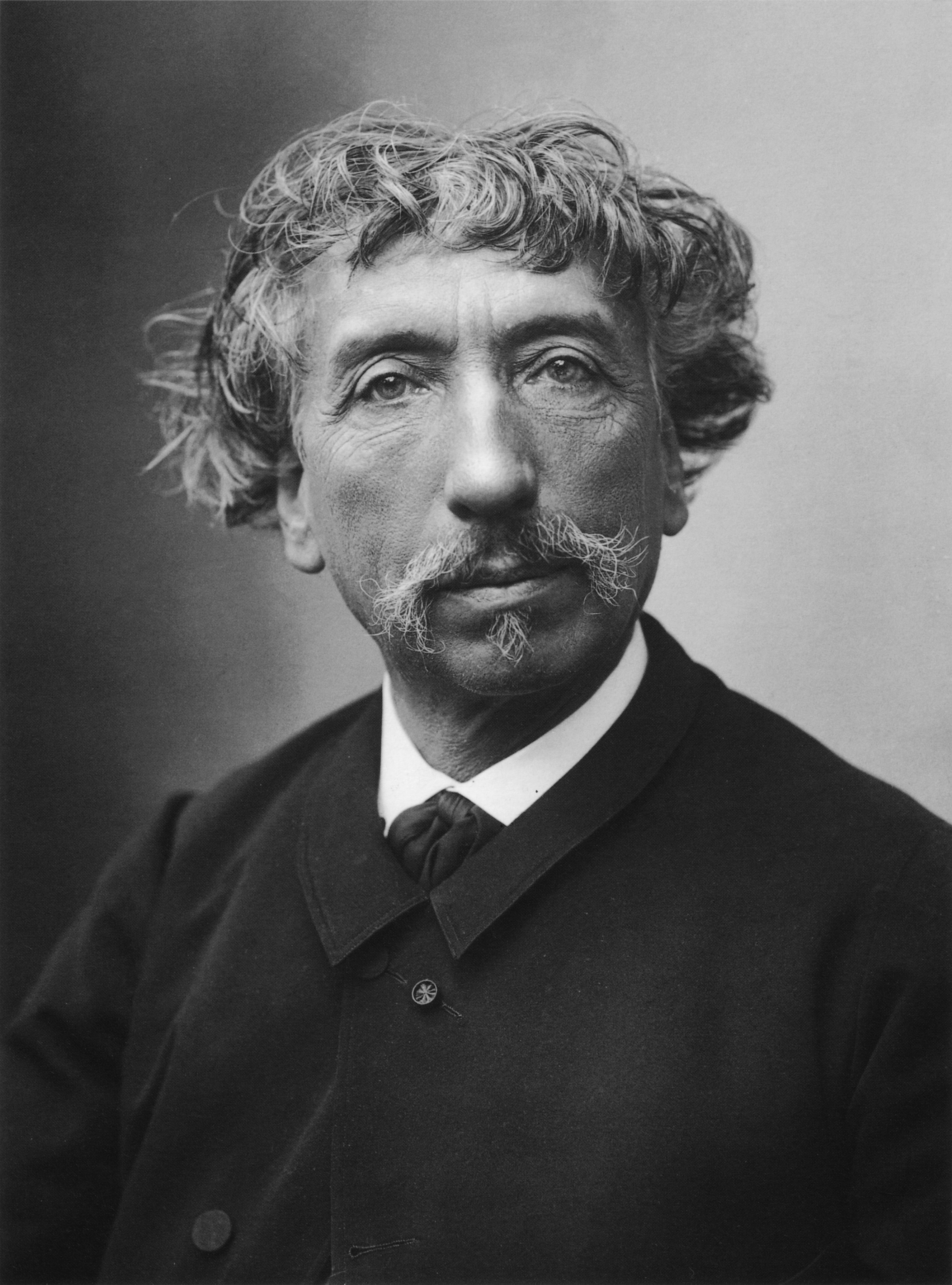
夏尔·加尼耶

让-路易·夏尔·加尼耶（1825年11月6日 - 1898年8月3日）是一位法国建筑师，巴黎歌剧院就是由他設計的。他曾在国立高等美术学院就讀。 1848 年，夏尔·加尼耶获得罗马大奖第一名。 1874 年，他當選法兰西艺术院建筑系院士。1898年，他因中风去世，墓地位於蒙帕纳斯公墓。 